# مقاطعة غيلمر (جورجيا)
مقاطعة غيلمر (بالإنجليزية: Gilmer County)‏ هي إحدى المقاطعات في ولاية جورجيا في الولايات المتحدة الأمريكية.